# Ицамна
Ицамна (мај. Itzamna), бог неба и врховни бог у религији старих Маја. Немачки научник Паул Шелхас класификовао је сва божанства која се појављују у три сачувана мајанска кодекса, означавајући свако једним словом абецеде. По овој класификацији, Ицамна је бог Д.

## Карактеристике
Велики Ицамна, бог неба, био је врховни бог мајанског пантеона. Ицамна је у сачуваним мајанским кодексима представљен као старац са безубим вилицама и упалим образима. Његово име састојало се од два симбола — један који може бити конвенционални приказ његове главе, а други који као главни елемент садржи знак за дан Ахау. Овај дневни знак је значио „краљ, цар, монарх, принц или велики господар“, тако да други од знакова Ицамниног имена проглашава његову позицију врховног бога. Био је покровитељ дана Ахау, последњег и најважнијег од двадесет дана Маја.
Преживело је мало препознатљивих класичних представа божанстава Маја. Већина фигура представљених на скулптурама, фрескама и посуђу тог периода вероватно су владари, свештеници и ратници. Описи богова Маја преузети су из три позната хијероглифска рукописа Маја, који датирају из посткласичног периода. Међутим, чини се вероватним, с обзиром на културни континуитет класичне и посткласичне фазе Маја, да је пантеон Маја углавном остао исти за оба периода, осим два важна изузетка:
1. увођење новог божанства по имену Кукулкан из Мексика у десетом веку и
2. све већи значај бога кише, Чака, на Јукатану у поређењу са Петеном, који има много више падавина од Јукатана, и није било потребно тако често призивати бога кише.[2]

Ицамна је био Господар небеса, а такође и Господар дана и ноћи. У овим последњим својствима он је блиско повезан са Кинич Ахауом, богом сунца или „господаром ока Сунца“ (Бог Г), који је био посебно обожаван у Изамалу на северном Јукатану, и са Ишчел, богињом месеца (богиња И). Кинич Ахау може бити само посебна манифестација Ицамне у својству Господара дана. Ицамна, проналазач писања и књига, наводно је био први свештеник који је назвао места на Јукатану и поделио тамошње земље. Ове активности по својој природи указују на то да култ Ицамне није настао на Јукатану, већ да је донешен са стране. Пошто знамо да су се и свештенство и хијероглифско писмо први пут развили у класичном периоду, вероватно је да је он био пресађен из Петена. Као први свештеник и проналазач писања, он је очигледно бог који је био присутан у почетку историје Маја и који је вероватно увек стајао на челу пантеона.
Током важних церемонија у вези са новом годином Маја, Ицамна је посебно призиван да би се спречиле несреће. У месецу Уо, на церемонији у његову част у његовој манифестацији као бога сунца, свештеници су консултовали свете књиге да би сазнали предзнаке за следећу годину. У месецу Зип био је призван као бог медицине, заједно са својом женом Ишчел. У месецу Мак су га обожавали старци у церемонији са Чакима. Ицамна је био доброћудно божанство и увек пријатељ човека. Он никада није повезан са уништењем или катастрофом и никада се не појављује у кодексима повезан са симболима смрти.